# Thurgood Marshall
Thurgood Marshall (Baltimora, 2 luglio 1908 – Bethesda, 24 gennaio 1993) è stato un giurista statunitense.

## Biografia
Dall'agosto 1965 all'agosto 1967 è stato Avvocato generale degli Stati Uniti dꞌAmerica, per poi essere nominato dal Presidente Lyndon B. Johnson giudice della Corte suprema degli Stati Uniti d'America, ricoprendo la carica fino al 1991. È stato il primo afroamericano a far parte della Corte.
Prima di essere nominato aveva lavorato come avvocato, vincendo fra l'altro nel caso Brown vs. Board of Education, caso che ha portato alla desegregazione nelle scuole pubbliche del paese.

## Nella cultura di massa
- Nel 2006 Thurgood, una commedia personale scritta da George Stevens Jr., è stata presentata alla Westport Country Playhouse, con James Earl Jones e diretta da Leonard Foglia. Successivamente l'opera è debuttata a Broadway al Booth Theatre il 30 aprile 2008, con Laurence Fishburne.[2]
- Il 24 febbraio 2011 la HBO ha proiettato una versione filmata dell'opera teatrale eseguita da Fishburne al John F. Kennedy Center for the Performing Arts. La produzione è stata descritta dal Baltimore Sun come "una delle discussioni più franche, informate e brucianti sulla razza che tu abbia mai visto in TV".[3]
- Il 16 febbraio 2011 la Casa Bianca ha ospitato una proiezione del film nell'ambito delle celebrazioni del Black History Month.[4][5]
- Un dipinto di Marshall di Chaz Guest è appeso alla Casa Bianca.[6]
- Marshall è interpretato da Chadwick Boseman nel film Marcia per la libertà del 2017, che ruota attorno al caso del 1941, State of Connecticut v. Joseph Spell.[7]

## Commemorazione
Il 1º ottobre 2005 l'aeroporto della sua città natale è stato re-intitolato Baltimore/Washington International Thurgood Marshall Airport in suo onore.